# Cetatea Oratea
Cetatea Oratea sau Cetatea Orația (în unele documente este denumită Oratia, germană Königstein) a fost ridicată pe „Dealul Sasului”, la 1,5 km nord de satul  Podu Dâmboviței, județul Argeș, la circa 300 m est de șoseaua Câmpulung - Brașov (DN73), la 6 km nord de Rucăr și la 2 km de râul Dâmbovița.

## Istoric

### Ipoteza ridicării cetății de către cavalerii teutoni

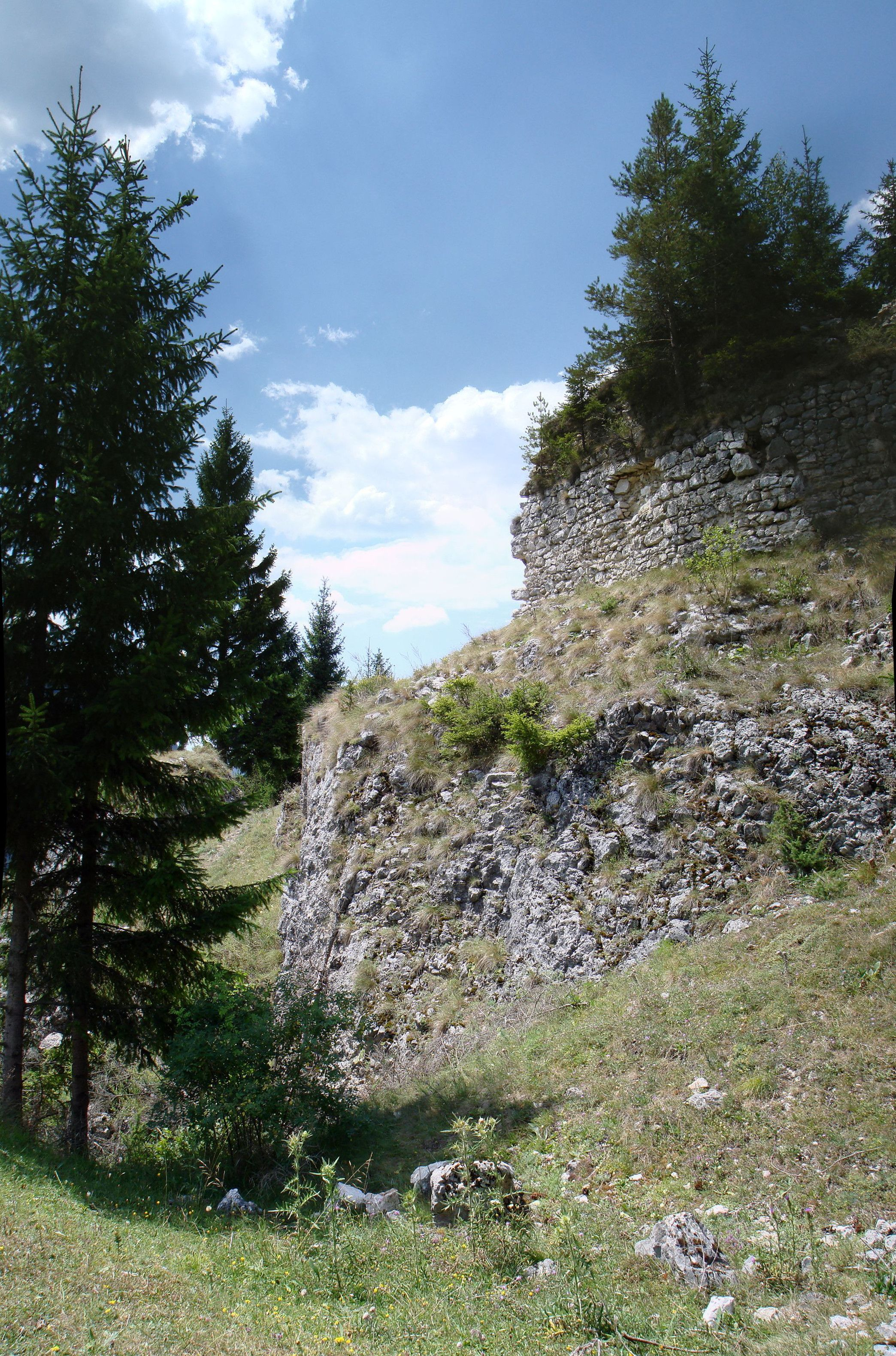
Ruinele cetății Oratea

Potrivit opiniei unora dintre specialiștii care au studiat istoria cetății, aceasta a fost construită la începutul secolului al XIII-lea, prezumptiv în anul 1212, de cavalerii teutoni, la îndemnul regelui Andrei al II-lea al Ungariei, ca avanpost al sistemului de apărăre a Țării Bârsei (regiune etnografică/istorică cunoscută în limba germană ca Burzenland). În prezent, vechea fortificație este ruinată. Din aceasta s-au mai păstrat doar câteva porțiuni de ziduri, cetatea aflându-se într-o stare avansată de degradare și invadată de vegetație.
Printre specialiștii care au atribuit cavalerilor teutoni ridicarea cetății se numără I. Pușcariu, A. Lapedatu și Gustav Treiber. Treiber invocă în sprijinul acestei ipoteze tehnica de construcție, caracteristicile turnului care este deschis către interior, denumirea de Dealul Sasului a culmii la capătul căreia se află cetatea, precum și importanța deosebită pe care o avea drumul către Câmpulung din punctul de vedere al coloniștilor sași.

### Alte ipoteze
Data la care a fost construită cetatea Oratea este, de fapt, necunoscută. Pe baza materialului arheologic găsit cât și a studierii documentelor și contextului istoric, alți cercetători încadrează ridicarea cetății în a doua jumătate a secolului al XIV-lea.
W. Horwath a presupus că ea fusese vamă a Transilvaniei, dar că odată cu trecerea cetății în proprietatea Țării Românești, Ludovic al V-lea ar fi pus să fie ridicat Castelul Bran, pentru a o înlocui. Ipoteza nu este totuși confirmată de caracterul materialului arheologic descoperit. De altfel, pare improbabil ca regii Ungariei să fi dispus construirea unei vămi dincolo de granițele teritoriului stăpânit de aceștia.
În 1368 vama Țării Românești se lua la Longo Campo vel juxta (actualul Câmpulung), ceea ce ar putea însemna că la acea dată teritoriul pe care se află Oratea nu era în stăpânirea domnilor munteni. Dacă se acceptă această ipoteză, acestea ar însemna că data construirii cetății ar putea fi între 1368, cel devreme, și 1377. Aceasta pentru că la sfârșitul anului 1377 vama a fost mutată lângă Rucăr, ceea ce ar putea indica faptul că lucrările de constructive fuseseră terminate și cetatea putea fi dată în folosință. Din registrele de cheltuieli ale Brașovului, din prima jumătate a secolului al XVI-lea, rezultă că Oratea se afla sub jurisdicția acestui oraș. Ipoteza pare a fi confirmată de o scrisoare mai timpurie a lui Radu cel Mare, scrisă în jurul anului 1496, în care aceste le cere judelui Brașovului și celor 12 pârgari să nu-i pedepsească niște oameni care stricaseră Podurile de la Oratii.

## Descrierea cetății

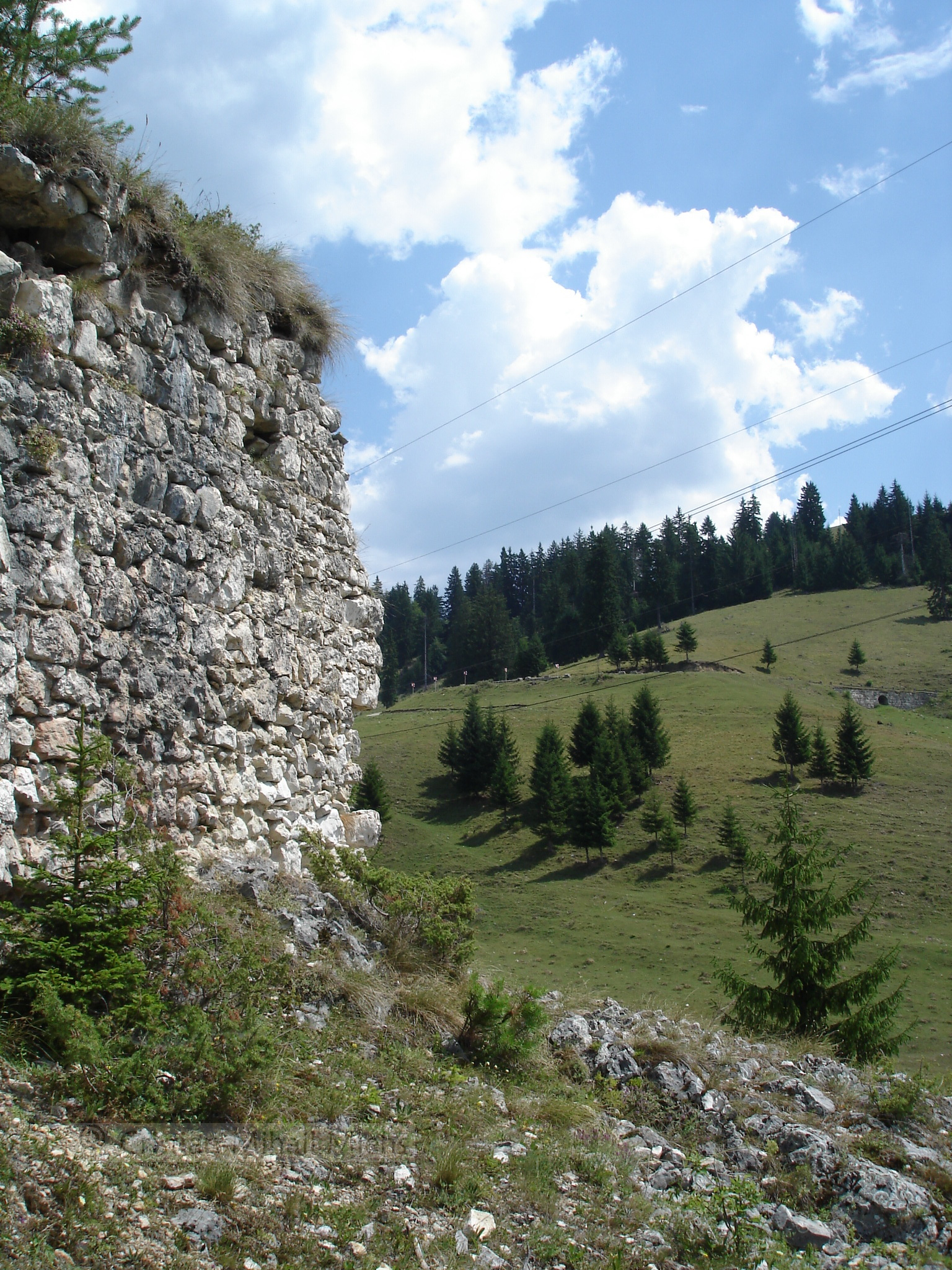
Cetatea Oratea, detaliu de zid.
În plan îndepărtat, șoseaua Câmpulung - Brașov (DN73)

Cetatea, care se află la extremitatea vestică a Dealului Sasului, străjuia drumul ce lega Câmpulungul de Brașov. Drumul trecea pe sub cetate, ocolind-o pe la NV și V, fiind parțial săpat în stâncă datorită faptului că valea Dâmboviței este foarte îngustă pe această porțiune. La N și la S panta este destul de accentuată iar la V și NV pereții stâncii sunt abrupți. În partea de S și la E, pe direcția de acces dinspre coama dealului, se afla săpat un șanț lat de 10 m și adânc de 4 m. În cursul săpăturilor arheologice întreprinse în 1905 s-a constatat existența unui zid lung de aproximativ 15 m, care bara partea sudică. Cetatea are o întindere restrânsă, lățimea ei maximă fiind de 20 m. În interiorul cetății, pe latura vestică, unde nu se mai păstrează nici o urmă de zid, se afla o platformă lată de 7-8 m și înaltă de 2 m. Structura terenului duce la concluzia că în partea sudică au fost efectuate nivelări cu piatră spartă mărunt și cu pământ.
Fundațiile curtinelor sunt ridicate direct pe stâncă, fiind mai late decât zidul propriu-zis, care are grosimea de aproximativ 2 m și este construit din piatră mijlocie cioplită sumar și dispusă neregulat. Pentru stabilizare și coeziune s-au folosit pietre mici. Emplectonul a fost realizat din piatră măruntă legată cu mortar. În 1905, arheologii au observat urme ce ar putea indica extragerea pietrei folosite pentru construcție chiar din stânca pe care se află cetatea și au estimat înălțimea inițială a zidurilor la aproximativ 7 m.
La NE se afla un turn circular deschis către interior, asupra căruia nu s-au făcut nici un fel de precizări. Porțiunea sud-estică a incintei a fost singura ocupată de construcții, ridicate exclusiv din lemn, fapt atestat de urmele carbonizate și cenușa descoperite acolo. De aici s-a tras concluzia că cetatea și-ar fi încetat existența ca urmare a unor distrugeri violente.
Obiectele descoperite în 1905 nu au fost inventariate și nici studiate temeinic. În anii 1968-1970 a fost organizată o altă campanie de săpături arheologice. Cu această ocazie au fost descoperite suficiente dovezi pentru a susține datarea cetății în a doua jumătate a secolului al XIV-lea, unele elemente atestând folosirea ei și în secolul al XVI-lea. S-a constatat inexistența unor materiale anterioare celei de a doua jumătăți a secolului al XIV-lea.
Intrarea în cetate se află pe latura sudică, la înălțimea de 1 m față de stâncă, și are deschiderea de 2 m. Pe această porțiune zidul de incintă este mai gros cu 0,80 m. Intrarea a fost astupată la o dată necunoscută.
În partea de NE, se găsește cisterna circulară, cu adâncimea de 5,35 m și diametrul de 3,40 m. Aceasta este căptușită cu piatră nisipoasă, iar sub acest placaj, pe fundul cisternei, se găsește un strat de argilă pentru impermeabilizare. Deschiderea este mai îngustă și la săpăturile din 1905 au fost identificate unele amenajări pentru colectarea apelor pluviale.
Tipologic, „cetatea” Oratia nu este o adevărată cetate, ea corespunzând mai curând fortificațiilor de mici dimensiuni, al căror rol era de a păzi căi de acces sau puncte strategice importante. Este posibil ca actualul plan al cetății să rezulte dintr-o evoluție de la tipul de fortificație cu o incintă circulară și turn central la cel cu incintă circulară și turn pe traseul curtinei.

## Alte descoperiri arheologice
Pe lângă materialele din secolele XIV–XV, pe platoul din fața cetății s-au mai descoperit două bordeie din secolul al III-lea e.n. și materiale precum ceramică, cute de ascuțit din gresie, un fragment mic de opaiț, o fibulă de bronz cu piciorul întors pe dedesubt, precum și două monede romane imperiale de argint, una cu efigia lui Marcus Aurelius, cealaltă cu a lui Commodus.

## Monument istoric
Ruinele cetății Oratea, cu cod RAN 16356.02, sunt înscrise în Lista monumentelor istorice din județul Argeș cu cod LMI AG-II-a-A-13763, construcția fiind datată la mijlocul sec. al XIV-lea.

## Obiectiv turistic
În anul 2007 Consiliul Județean Argeș a preluat cetatea Oratea în vederea reabilitării și redării acesteia circuitului turistic. Planurile de reabilitare includ realizarea unui drum de acces în lungime de 300 de metri de la șoseaua națională, deschiderea unui șantier arheologic și crearea de spații de vânzare pentru producătorii tradiționali din zonă. Lipsa fondurilor a făcut ca lucrările să fie amânate.